# 아모로소-로빈슨 방정식
아모로소-로빈슨 방정식은 경제학자 루이지 아모로소와 조안 로빈슨의 이름을 딴 식으로, 가격, 한계 수익, 수요의 가격 탄력성의 관계에 관한 식이다.

## 수식
{\displaystyle {\frac {\partial R}{\partial x}}=p\left(1-{\frac {1}{\epsilon _{x,p}}}\right)}.
여기에서
- {\displaystyle {\frac {\partial R}{\partial x}}}는 한계 수익,
- {\displaystyle x}는 특정한 재화,
- {\displaystyle p}는 재화의 가격,
- {\displaystyle \epsilon _{x,p}>0}는 수요의 가격 탄력성이다..

## 같이 보기
- 수요의 가격 탄력성
- 한계 수익